# NGC 4193
NGC 4193 (również IC 3051, PGC 39040 lub UGC 7234) – galaktyka spiralna z poprzeczką (SBbc), znajdująca się w gwiazdozbiorze Panny. Odkrył ją William Herschel 17 kwietnia 1784 roku. Jest to galaktyka z aktywnym jądrem.